# Prevenzione delle frodi aziendali
La prevenzione delle frodi aziendali è diventato un tema importante da quando l'approvazione negli USA del Sarbanes-Oxley Act del 2012 ha imposto nuovi obblighi alle aziende. Lo scopo della normativa era quello di ristabilire la fiducia dell'opinione pubblica dopo che gravi scandali aziendali come quello di Enron l'avevano compromessa. La normativa contenuta nella Section 404 del Sarbanes-Oxley Act obbliga le società a dotarsi di un sistema di audit interno. Lo scopo è quello di garantire una sistematica azione preventiva delle frodi aziendali in modo da incrementare la fiducia degli investitori. Le metodologie di prevenzione delle frodi sono diventate molto importanti anche nelle aziende al di fuori degli Stati Uniti parallelamente all'affermarsi delle funzioni di audit interno.

## Definizione
La prevenzione delle frodi aziendali consiste nell'identificazione preventiva e nella rimozione dei fattori e delle cause che rendono possibile la frode aziendale.
La prevenzione delle frodi è basata sulla premessa che la frode non è un evento casuale: la frode si verifica quando ci sono le giuste condizioni. La prevenzione attacca le cause che rendono possibile la frode. L'analisi su cui è basata la prevenzione delle frodi può rivelare opportunità concrete di potenziali di frode, ma viene effettuata sulla base del presupposto che il miglioramento organizzativo è la migliore difesa contro le frodi.

## Il Triangolo della frode
I fattori causali da tenere in considerazione per prevenire le frodi sono descritti dal Triangolo della frode basato su un'idea di Donald R. Cressey e Edwin Sutherland (il termine triangolo è stato introdotto successivamente da Steve Albrecht ). Il triangolo descrive tre fattori che sono presenti in ogni caso di frode:
1. Motivo: il bisogno di commettere la frode (ad esempio, necessità di denaro);
2. Mentalità: l'ideologia di chi commette la frode, che ritiene di avere un motivo giustificato (es: lo fanno tutti);
3. Opportunità: la situazione interna che rende possibile la frode, il più delle volte l'assenza di controlli interni.

La "rottura" del triangolo della frode è la chiave per rendere più difficile il verificarsi delle frodi e consiste nel rimuovere uno dei tre elementi. L'elemento più facile da gestire è il terzo, cioè l'opportunità che può essere ridotta dal sistema di controlli interni dell'azienda.

## Lo standard SAS 99
Lo standard Statement on Auditing Standards n. 99: Consideration of Fraud in a Financial Statement Audit è un principio di revisione emesso nell'ottobre 2002 dall'Auditing Standards Board dell'American Institute of Certified Public Accountants (AICPA). 
Il principio, che sostituisce il precedente SAS 82, dopo una breve descrizione di cosa si intende per frode fornisce una serie di consigli agli auditor sul comportamento da tenere per individuare e quantificare il rischio di frode. Il principio si occupa anche di fornire delle linee guida sulle modalità comunicative che i revisori dovrebbero adottare per trattare il delicato tema delle frodi con il management della società cliente.

## Il modello COSO
Il modello COSO  “Internal Control – Integrated Framework” descrive cinque componenti interrelatep del sistema dei controlli interni che fanno da fondamento alla prevenzione delle frodi. Questi elementi sono il mezzo con cui la componente opportunità del triangolo della frode può essere eliminata per diminuire i casi di frode che si realizzano effettivamente. Infatti già nel report 2002 della Association of Certified Fraud Examiners si specificava che il 46% delle frodi accadono perché l'azienda manca di sufficienti controlli. 
Le cinque componenti del modello COSO sono:
1. Ambiente di controllo
2. Valutazione del rischio
3. Attività di controllo
4. Informazione e comunicazione
5. Monitoraggio